# Prima Categoria Veneto 1963-1964
Il campionato di calcio di Prima Categoria 1963-1964 è stato il V livello del campionato italiano. A carattere regionale, fu il quinto campionato dilettantistico con questo nome dopo la riforma voluta da Zauli del 1958.
Questi sono i gironi organizzati dal Comitato Regionale Veneto per la regione Veneto.

## Girone A
|  |     | Girone A Veneto 1963-64              | Pt | G  | V  | N  | P  | GF | GS |
|  | --- | ------------------------------------ | -- | -- | -- | -- | -- | -- | -- |
|  | 1.  | A.C. Schio, Schio                    | 46 | 30 | 19 | 8  | 3  | 46 | 18 |
|  | 2.  | U.S. Olimpica, Tezze d'Arzignano     | 44 | 30 | 17 | 10 | 3  | 39 | 15 |
|  | 3.  | A.C. Pellizzari, Arzignano           | 43 | 30 | 17 | 9  | 4  | 50 | 17 |
|  | 4.  | A.C. Montebelluna, Montebelluna      | 37 | 30 | 13 | 11 | 6  | 37 | 15 |
|  | 5.  | C.S. Coneglianese, Conegliano        | 35 | 30 | 14 | 7  | 9  | 45 | 24 |
|  | 6.  | G.S. Giorgione, Castelfranco Veneto  | 32 | 30 | 11 | 10 | 9  | 42 | 29 |
|  | 7.  | A.C. Jesolo, Jesolo                  | 29 | 30 | 9  | 11 | 10 | 22 | 38 |
|  | 8.  | A.C. Olympia, Cittadella             | 27 | 30 | 7  | 13 | 10 | 27 | 31 |
|  | 9.  | A.C. San Stino, San Stino di Livenza | 27 | 30 | 8  | 11 | 11 | 31 | 43 |
|  | 10. | U.S. Feltrese, Feltre                | 26 | 30 | 7  | 12 | 11 | 21 | 30 |
|  | 11. | Annonese F.C., Annone Veneto         | 26 | 30 | 9  | 8  | 13 | 26 | 40 |
|  | 12. | A.C. Bassano, Bassano del Grappa     | 25 | 30 | 6  | 13 | 11 | 24 | 32 |
|  | 13. | A.C. Caorle, Caorle                  | 23 | 30 | 7  | 9  | 14 | 29 | 42 |
|  | 14. | Libertas Ceggia, Ceggia              | 22 | 30 | 5  | 12 | 13 | 26 | 50 |
|  | 15. | A.C. Thiene, Thiene                  | 21 | 30 | 6  | 9  | 15 | 21 | 38 |
|  | 16. | A.C. Belluno, Belluno                | 17 | 30 | 4  | 9  | 17 | 22 | 46 |

- Schio accede alle finali ed è promosso.

## Girone B
|  |     | Girone B Veneto 1963-64                 | Pt  | G   | V   | N   | P   | GF  | GS  |
|  | --- | --------------------------------------- | --- | --- | --- | --- | --- | --- | --- |
|  | 1.  | A.C. Isothermo, Legnago                 | 45  | 30  | 19  | 7   | 4   | 66  | 13  |
|  | 2.  | A.C. Dextrosport, Castelmassa           | 44  | 30  | 20  | 4   | 6   | 52  | 24  |
|  | 3.  | G.S. Mira, Mira                         | 37  | 30  | 16  | 5   | 9   | 44  | 30  |
|  | 4.  | A.S. Minerbe, Minerbe                   | 36  | 30  | 15  | 6   | 9   | 42  | 26  |
|  | 5.  | A.C. Contarina, Contarina               | 36  | 30  | 14  | 8   | 8   | 48  | 31  |
|  | 6.  | A.C. Clodia, Chioggia                   | 36  | 30  | 14  | 8   | 8   | 35  | 28  |
|  | 7.  | U.S. Miranese, Mirano                   | 35  | 30  | 12  | 11  | 7   | 36  | 28  |
|  | 8.  | A.C. Rovigo, Rovigo                     | 31  | 30  | 12  | 7   | 11  | 40  | 34  |
|  | 9.  | F.C. Dolo, Dolo                         | 30  | 30  | 7   | 16  | 7   | 38  | 42  |
|  | 10. | A.C. Villafranca, Villafranca di Verona | 27  | 30  | 8   | 11  | 11  | 33  | 42  |
|  | 11. | U.S. Lendinarese, Lendinara             | 26  | 30  | 7   | 12  | 11  | 34  | 43  |
|  | 12. | A.C. Gibo Montagnana, Montagnana        | 25  | 30  | 7   | 11  | 12  | 25  | 37  |
|  | 13. | A.S. Monselice, Monselice               | 23  | 30  | 8   | 7   | 15  | 30  | 43  |
|  | 14. | A.C. Zillo Este, Este                   | 21  | 30  | 6   | 9   | 15  | 25  | 45  |
|  | 15. | S.P. Nova Gens, Noventa Vicentina       | 16  | 30  | 5   | 6   | 19  | 19  | 51  |
|  | 16. | U.S. Soave, Soave                       | 12  | 30  | 4   | 4   | 22  | 27  | 73  |
|  |     |                                         | 480 | 480 | 174 | 132 | 174 | 594 | 590 |

- Isothermo Legnago accede alle finali.

## Spareggio promozione
La gara di andata si è svolta il 24 maggio 1964, quella di ritorno il 31 maggio.
| Squadra 1               | Totale | Squadra 2         | Andata | Ritorno |
| ----------------------- | ------ | ----------------- | ------ | ------- |
| A.C. Isothermo, Legnago | 2 - 1  | A.C. Schio, Schio | 2 - 0  | 0 - 1   |

## Verdetti finali
- Isothermo Legnago promosso in serie D, in seguito rinuncia e viene promosso al suo posto lo  Schio.